# Staurostichus fuscanus
Staurostichus fuscanus är en tvåvingeart som först beskrevs av Macquart 1850.  Staurostichus fuscanus ingår i släktet Staurostichus och familjen svävflugor. Inga underarter finns listade i Catalogue of Life.